# Aphidoletes aphidimyza
Aphidoletes aphidimyza är en tvåvingeart som först beskrevs av Camillo Rondani 1847.  Aphidoletes aphidimyza ingår i släktet Aphidoletes och familjen gallmyggor. Inga underarter finns listade i Catalogue of Life.